# Oncino
Oncino är en ort och kommun i provinsen Cuneo i regionen Piemonte i Italien. Kommunen hade 78 invånare (2018).